# Provincia de Lamas
La provincia de Lamas es una de las diez que conforman el departamento de San Martín en el norte del Perú.
Limita por el norte con el departamento de Loreto, por el este con la provincia de San Martín, por el sur con la provincia de Picota y por el oeste con la provincia de El Dorado y la provincia de Moyobamba.

## Historia
Lamas es una de las ciudades más antiguas del oriente peruano. Su historia data más o menos desde el año 1350 con la aparición de los chankas, en estos territorios, quienes llegaron a Lamas a raíz de la persecución inca. 
La provincia de Lamas se creó mediante Ley n.º 7848, del 16 de octubre de 1933, en el gobierno del presidente Óscar R. Benavides.

## Población
La provincia tiene una población aproximada de ochenta mil habitantes.

## División administrativa
La provincia se encuentra dividida en once distritos:
1. Lamas
2. Alonso de Alvarado
3. Barranquita
4. Caynarachi
5. Cuñumbuqui
6. Pinto Recodo
7. Rumisapa
8. San Roque de Cumbaza
9. Shanao
10. Tabalosos
11. Zapatero

## Capital
La capital de esta provincia es la ciudad de Lamas.

## Autoridades

### Regionales
- Consejeros regionales
  - 2019-2022[1]

  1. Kemsper Valera Ríos (Avanza País)
  2. Willian Guerra Sinarahua (Somos Perú)

### Municipales
- 2023-2026[1]
  - Alcalde: May Diaz Perez, de Avanza País.

- - Regidores:

  1. Ruben Dario Vasquez Lopez (Avanza País)
  2. Zoila Flores Saldaña (Avanza País)
  3. Angel Joseph Panduro Coral (Avanza País)
  4. Sonia Vela Lozano (Avanza País)
  5. EricK Waldir Lopez Panduro  (Avanza País)
  6. Dolibetsy Pilar Sangama Cachique(Avanza País)
  7. Rosa Ysabel Acuña Pinedo (Somos Perú)
  8. Yenchi Geraldo Lopez Saavedra (Somos Perú)
  9. Willer Falcon Panduro (Alianza Para el Progreso)

### Policiales
- Comisario: Mayor PNP Jorge Carrillo Vega

## Festividades
- Febrero: Festividad de las fiestas de carnaval con su patrón, el Ño carnavalón.
- Abril: Semana Santa, con la escenificación de la pasión de Cristo.

- Julio: Fiesta principal de la santísima cruz de los motilones de Lamas (llamada también la patrona de Lamas)
  - Santa cruz de los motilones
  - Virgen del Carmen
- Octubre: Aniversario de creación
- Agosto: Fiesta de Santa Rosa de Lima (30 de agosto), celebran los nativos chankas.